# 인천 가방 속 시신 사건
인천 가방 속 시신 사건은 2014년 12월 22일, 인천광역시 부평구의 한 빌라 앞 길가에서 가방 속 시신이 발견되어 알려진 사건이다. 유력한 용의자는 정형근이다. 경찰은 같은 달 25일, 공개 수사로 전환하고 용의자 정형근을 공개수배하였다. 용의자 정형근은 같은 달 29일 경찰에 붙잡혔으며, 30일에 구속영장이 청구되었다. 그는 피해자 할머니와 술을 마시다 욕정이 생겨 성폭행하려다 살해했다고 진술했다.

## 재판 및 죄값
정형근은 구속 결정후 1심 재판에서 무기징역을 선고했으나 정형근은 무기징역이 왜 무겁냐 20년형이냐 심신장애라 불복하여 다시 서울고법에 항소를 하였으나 서울고법 은 정형근의 항소를 기각 하고 원심 확정하였으나 이에 불복해 대법원에 상고를 하였으나 대법원에서 "정형근의 주장을 받아들일수 없다."라는 결론을 내리고 무기징역을 확정하였다. 현재는 구치소에 수감중이다.